# Vízilabda a 2016. évi nyári olimpiai játékokon
A 2016. évi nyári olimpiai játékokon a vízilabdatornákat augusztus 6. és augusztus 20. között rendezték meg. A férfiak versenyében 12 csapat, míg a nőkében 8 küzdött meg a bajnoki címért.

## Selejtezők

### Férfi
| Esemény                                  | Dátum              | Helyszín             | Kvóta | Kvalifikált csapatok                                                               |
| ---------------------------------------- | ------------------ | -------------------- | ----- | ---------------------------------------------------------------------------------- |
| Rendező                                  | –                  | –                    | 1     | Brazília (BRA)                                                                     |
| 2015-ös férfi vízilabda-világliga        | 2015. június 28.   | Bergamo, Olaszország | 1     | Szerbia (SRB)                                                                      |
| 2015-ös férfi vízilabda-világbajnokság   | 2015. augusztus 9. | Kazany, Oroszország  | 2     | Horvátország (CRO) · Görögország (GRE)                                             |
| 2015-ös pánamerikai játékok              | 2015. július 15.   | Toronto, Kanada      | 1     | Egyesült Államok (USA)                                                             |
| Afrika                                   |                    |                      | 0     | Afrika nem indít csapatot                                                          |
| Ázsia                                    | 2015. december 20. | Foshan, Kína         | 1     | Japán (JPN)                                                                        |
| Óceánia                                  |                    |                      | 1     | Ausztrália (AUS)                                                                   |
| 2016-os férfi vízilabda-Európa-bajnokság | 2016. január 23.   | Belgrád, Szerbia     | 1     | Montenegró (MNE)                                                                   |
| Olimpiai selejtezőtorna                  | 2016. április 8.   | Trieszt, Olaszország | 4     | Magyarország (HUN) · Spanyolország (ESP) · Franciaország (FRA) · Olaszország (ITA) |
| Összesen                                 |                    |                      | 12    |                                                                                    |

### Női
| Esemény                                | Dátum              | Helyszín         | Kvóta | Kvalifikált csapatok                                                                 |
| -------------------------------------- | ------------------ | ---------------- | ----- | ------------------------------------------------------------------------------------ |
| Rendező                                | -                  | -                | 1     | Brazília (BRA)                                                                       |
| Afrika                                 |                    |                  | 0     | Afrika nem indít csapatot                                                            |
| Ázsia                                  | 2015. december 20. | Foshan, Kína     | 1     | Kína (CHN)                                                                           |
| Óceánia                                |                    |                  | 1     | Ausztrália (AUS)                                                                     |
| 2016-os női vízilabda-Európa-bajnokság | 2016. január 22.   | Belgrád, Szerbia | 1     | Magyarország (HUN)                                                                   |
| Olimpiai selejtezőtorna                | 2016. március 26.  | Gouda, Hollandia | 4     | Egyesült Államok (USA) · Oroszország (RUS) · Olaszország (ITA) · Spanyolország (ESP) |
| Összesen                               |                    |                  | 8     |                                                                                      |

## Éremtáblázat
| A 2016. évi nyári olimpiai játékok éremtáblázata vízilabdában | A 2016. évi nyári olimpiai játékok éremtáblázata vízilabdában | A 2016. évi nyári olimpiai játékok éremtáblázata vízilabdában | A 2016. évi nyári olimpiai játékok éremtáblázata vízilabdában | A 2016. évi nyári olimpiai játékok éremtáblázata vízilabdában | Olimpia  |
| ------------------------------------------------------------- | ------------------------------------------------------------- | ------------------------------------------------------------- | ------------------------------------------------------------- | ------------------------------------------------------------- | -------- |
|                                                               | Ország                                                        | Arany                                                         | Ezüst                                                         | Bronz                                                         | Összesen |
| 1.                                                            | Egyesült Államok (USA)                                        | 1                                                             | 0                                                             | 0                                                             | 1        |
| 1.                                                            | Szerbia (SRB)                                                 | 1                                                             | 0                                                             | 0                                                             | 1        |
|                                                               |                                                               |                                                               |                                                               |                                                               |          |
| 3.                                                            | Olaszország (ITA)                                             | 0                                                             | 1                                                             | 1                                                             | 2        |
| 4.                                                            | Horvátország (CRO)                                            | 0                                                             | 1                                                             | 0                                                             | 1        |
|                                                               |                                                               |                                                               |                                                               |                                                               |          |
| 5.                                                            | Oroszország (RUS)                                             | 0                                                             | 0                                                             | 1                                                             | 1        |
|                                                               |                                                               |                                                               |                                                               |                                                               |          |
| Összesen                                                      | Összesen                                                      | 2                                                             | 2                                                             | 2                                                             | 6        |

## Érmesek

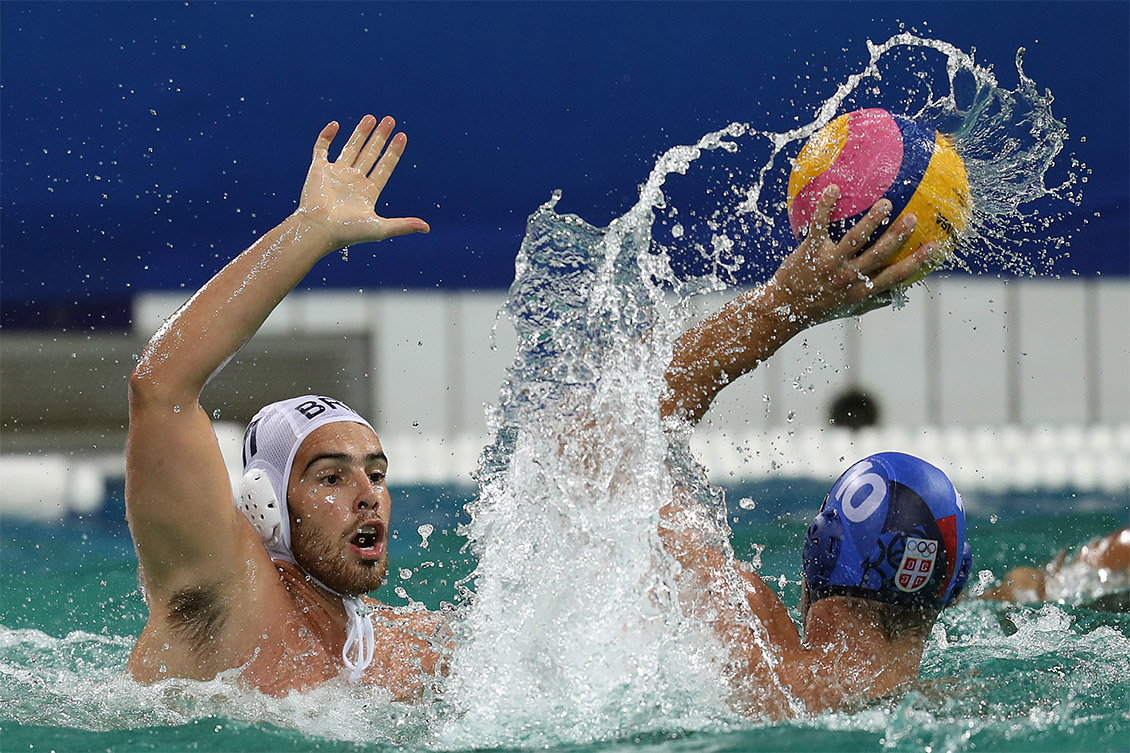
Blokkolás a Brazília - Szerbia mérkőzésen

### Férfi torna
| A 2016. évi nyári olimpiai játékok érmesei férfi vízilabdában | A 2016. évi nyári olimpiai játékok érmesei férfi vízilabdában | A 2016. évi nyári olimpiai játékok érmesei férfi vízilabdában | A 2016. évi nyári olimpiai játékok érmesei férfi vízilabdában |
| Arany | Ezüst | Bronz |                                                               |
| Szerbia (SRB) | Horvátország (CRO) | Olaszország (ITA) |                                                               |
| --- | --- | --- | ------------------------------------------------------------- |
| Gojko Pijetlović Dušan Mandić Živko Gocić Sava Ranđelović Miloš Ćuk Duško Pijetlović Slobodan Nikić Milan Aleksić Nikola Jakšić Filip Filipović Andrija Prlainović Stefan Mitrović Branislav Mitrović | Josip Pavić Damir Burić Antonio Petković Luka Lončar Maro Joković Luka Bukić Marko Macan Andro Bušlje Sandro Sukno Ivan Krapić Anđelo Šetka Xavier García Marko Bijač | Stefano Tempesti Francesco Di Fulvio Niccolò Gitto Pietro Figlioli Alessandro Velotto Michaël Bodegas Andrea Fondelli Valentino Gallo Christian Presciutti Nicholas Presciutti Matteo Aicardi Alessandro Nora Marco Del Lungo |                                                               |

### Női torna
| A 2016. évi nyári olimpiai játékok érmesei női vízilabdában | A 2016. évi nyári olimpiai játékok érmesei női vízilabdában | A 2016. évi nyári olimpiai játékok érmesei női vízilabdában | A 2016. évi nyári olimpiai játékok érmesei női vízilabdában |
| Arany | Ezüst | Bronz |                                                             |
| Egyesült Államok (USA) | Olaszország (ITA) | Oroszország (RUS) |                                                             |
| --- | --- | --- | ----------------------------------------------------------- |
| Samantha Hill Maddie Musselman Melissa Seidemann Rachel Fattal Aria Fischer Maggie Steffens Courtney Mathewson Kiley Neushul Caroline Clark Kaleigh Gilchrist Makenzie Fischer Kami Craig Ashleigh Johnson | Giulia Gorlero Chiara Tabani Arianna Garibotti Elisa Queirolo Federica Radicchi Rosaria Aiello Tania Di Mario Roberta Bianconi Giulia Emmolo Francesca Pomeri Aleksandra Cotti Teresa Frassinetti Laura Teani | Anna Usztyuhina Marija Boriszova Jekatyerina Prokofjeva Elvina Karimova Nagyezsda Fedotova Olga Belova Jekatyerina Liszunova Anasztaszija Simanovics Anna Tyimofejevna Jevgenyija Szoboleva Jevgenyija Ivanovna Anna Grinyova Anna Karnauh |                                                             |